# Тюбаж
Тюба́ж (от фр. tubage — введение трубки, зонда, интубация) — лечебное мероприятие с целью опорожнения желчного пузыря, осуществляется при помощи дуоденального зонда, либо путём приёма желчегонных средств с одновременным прогреванием области печени (так называемый «слепой» или беззондовый тюбаж). Второй вариант известен как «тюбаж по Г.С. Демьянову».
Эта процедура применяется при дискинезии желчевыводящих путей, при хроническом холецистите, не связанном с желчнокаменной болезнью, при гепатите с явлениями застоя желчи, хроническом панкреатите, дуодените, а также в реабилитационном периоде после перенесенного описторхоза . Желчегонные средства и прогревание могут применяться также в сочетании с дуоденальным зондированием в диагностических целях.

## Противопоказания
Противопоказаниями для проведения тюбажа служат острые заболевания, каменный холецистит,  обострение хронического процесса (холецистита, панкреатита, гепатита, эрозивного дуоденита, язвенной болезни); зондовый тюбаж противопоказан также при органических заболеваниях носоглотки (носовой части глотки), пищевода, тяжелых формах ишемической и гипертонической болезни, портальных циррозах печени.

## Процедура
Проведение процедуры беззондового тюбажа происходит следующим образом: с вечера предыдущего дня нужно принять ношпу (или аналог)  . Больного укладывают на кровать или кушетку на правый бок с полусогнутыми коленями (чтобы ногой давить на живот) дают пить в течение получаса одно из желчегонных средств: 2 стакана отвара шиповника/ 1 стакан 25% р-ра сульфата магния/ 1—2 стакана минеральной воды, подогретой до 40—45°, и др. Для усиления желчевыделения на область правого подреберья кладут грелку. Процедура длится 1,5 —2 часа.